# Бресе (Мајен)
Бресе (фр. Brecé) насеље је и општина у западној Француској у региону Лоара, у департману Мајен која припада префектури Мајен.
По подацима из 2011. године у општини је живело 824 становника, а густина насељености је износила 23,36 становника/km². Општина се простире на површини од 35,27 km². Налази се на средњој надморској висини од 210 метара (максималној 211 m, а минималној 116 m).

## Демографија
| 1962. | 1968. | 1975. | 1982. | 1990. | 1999. | 2011. |
| ----- | ----- | ----- | ----- | ----- | ----- | ----- |
| 1.023 | 1.125 | 1.050 | 971   | 865   | 830   | 824   |

График промене броја становника у току последњих година